# Panellīnios K.A.E.
Il Panellīnios Gymnastikos Syllogos K.A.E. - in greco Πανελλήνιος Γυμναστικός Σύλλογος ΚΑΕ - è una società cestistica avente sede ad Atene, in Grecia. È una sezione della polisportiva Panellinios Gymnastikos Syllogos. Fondata nel 1929, gioca nel campionato greco.
Disputa le partite interne nel Panellīnios Indoor Hall, che ha una capacità di 1.700 spettatori. Nella stagione 2010-2011, ha disputato le partite internazionali al Peristeri Indoor Hall.

## Palmarès
- Campionato greco: 6

1928-1929, 1938-1939, 1939-1940, 1952-1953, 1954-1955, 1956-1957
- A2 Ethniki: 2

1986-1987, 2003-2004
- Milko Cup

1990